# هربرت مورغوليس
هربرت إسرائيل مورغوليس (1 سبتمبر 1900 - 11 فبراير 1984) هو طبيب تقويم أسنان أميركي عُرف بمساهماته في مجال تقويم الأسنان. شغل مورغوليس منصب رئيس الأكاديمية الأمريكية لعلوم الأسنان وساهم في تطوير ما يعرف باسم أداة مارغوليس القحفية المستخدمة في تشخيصات تقويم الأسنان. كما طور جهاز ACCO .

## حياته الشخصية
ولد الدكتور مارغوليس في أوكرانيا، روسيا في عام 1900. بعد وفاة والده الذي كان محاميًا في وقت مبكر، انتقل مورغوليس مع والدته إلى بوسطن، الولايات المتحدة في عام 1904. تخرج من كلية هارفارد لطب الأسنان في عام 1921 وانضم إلى بعثة غرينفيل المرسلة إلى لابرادور في العام التالي. بعد ذلك درس مع الدكتور مارتن ديوي لمدة 18 شهرع. ثم على التوالي. عاد بعد ذلك إلى بوسطن وانضم إلى كلية هارفارد لطب الأسنان بالإضافة إلى تأسيس عيادته الخاصة في المدينة.
توفي في سن 83 في عام 1984 في مدينة نيويورك. تزوج مارغوليس من أنيت ماركويت وأنجبا ابنة، إليانور هولمان وابن، جيمس مارغوليس.

## حياته العملية
بدأ الدكتور مارغوليس العمل مع إرنست هوتون، عالم الأنثروبولوجيا، أثناء إقامته في بوسطن على تحقيقات قياس الرأس بالنظر في علم التشريح وتطور الوجه. في عام 1944، أصبح الدكتور مارغوليس رئيس قسم تقويم الأسنان في كلية جامعة تافتس لطب الأسنان. وكان رئيسًا للقسم حتى عام 1960 وبعد ذلك أصبح رئيسًا لقسم تقويم الأسنان في كلية هنري غولدمان لطب الأسنان. عمل مورغوليس خلال حياته المهنية على نطاق واسع في التحليل الشعاعي رأسي.
أسس مورغوليس في جامعة تافتس معهد الحنك المشقوق وشغل منصب مديره من عام 1953 إلى 1960. كما عمل مستشارًا لقسم الصحة النفسية وإدارة الرفاهية العامة لمدينة بوسطن بعد تقاعده من ممارسته الخاصة في عام 1967.

## التحاليل القحفية
طور مورغوليس مثلث الوجه والفكين لتحليل الصور الشعاعية القحفية، حيث اختار الالتحام الوتدي القذالي كمعلم منصف للجمجمة بسبب كونه اخر جزء يلتحم في الجمجمة. يعتبر مورغوليس من أوائل من أشار إلى العلاقة بين القواطع السفلية وزاوية الفك السفلي، وهو المفهوم الذي اعتمد عليه الدكتور تشارلز تويد في وقت لاحق. على الرغم من كونه أول من نادى بوجوب عدم اعتبار الانتهاء في زاوية 90 درجة بين القواطع السفلية وزاوية الفك السفلي الطرفية في تقويم الأسنان.
كما طور مسافة الكاسيت الثابتة في عمليات التكبير والتراكب التسلسلي.

## المناصب والجوائز
- جائزة ألبرت كتشام
- رئيس مؤسسة تويد
- رئيس جمعية ماساتشوستس لطب الأسنان
- رئيس الأكاديمية الأمريكية لعلوم الأسنان
- رئيس رابطة ألفا أوميغا لطب الأسنان